# سبلان، قبله
سبلان (به ترکی آذربایجانی: Savalan) یک منطقهٔ مسکونی در جمهوری آذربایجان است که در شهرستان قبه‌له واقع شده‌است. سبلان ۴۰۶ نفر جمعیت دارد.